# Ngwenya Mine

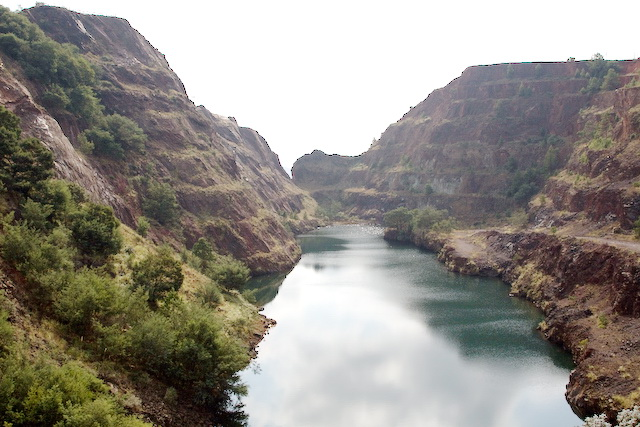
Ngwenya Mine

Ngwenya Mine ist ein ehemaliges Bergwerk in Eswatini. Es gilt als eines der ältesten bekannten Bergwerke der Welt. Die Mine wurde 2008 von Eswatini auf seine Vorschlagsliste für das UNESCO-Welterbe gesetzt.

## Lage
Ds Bergwerk liegt auf der Bomvu Ridge in den Ngwenya Mountains an der Nordwestgrenze von Eswatini in der Nähe des Ortes Ngwenya etwa 20 km nordwestlich der Hauptstadt Mbabane.

## Geschichte
In der Nutzung der Mine lassen sich drei Perioden unterscheiden.
Bereits während der Steinzeit wurde die Hämatit-Lagerstätte zur Gewinnung von rotem Ocker genutzt, das als Farbstoff für Kosmetikzwecke, z. B. zur Körperbemalung, und für Felsmalereien verwendet wurde. Die ältesten mit der Radiokarbonmethode datierten Funde der Mine ergeben ein Alter von etwa 43.000 v. Chr., die Mine kann aber auch schon länger genutzt worden sein.
Um etwa 400 n. Chr. kamen Bantu-Gruppen in die Gegend, die mit der Eisenverarbeitung vertraut waren. Sie bauten das Eisenerz zum Zweck der Verhüttung und zum Export ab.
Von 1964 bis 1977 wurde das Eisenerz im Tagebau abgebaut. Dazu erhielt die Mine einen Anschluss an das Eisenbahnnetz und an das Stromnetz. Durch den Tagebau entstand die Lions Cave genannte Grube mit den gestuften Hängen, in der sich mittlerweile ein See gebildet hat.

## Welterbekandidat
Eswatini hat die Welterbekonvention 2005 ratifiziert. 2008 wurde die Ngwenya Mine auf der Tentativliste von Eswatini eingetragen, sie ist bislang (Stand 2020) der einzige Vorschlag Eswatinis auf dieser Liste.
Zur Begründung der herausragenden universellen Bedeutung wird unter anderem angeführt:

„Diese Mine ist als eine der ältesten Minen der Welt bekannt … Diese Mine ist nicht nur für die Swazi wichtig, sondern enthält auch die Geschichte der frühen industriellen Entwicklung der südafrikanischen Region. Eisenerz wurde abgebaut und auch in andere Teile der Region geliefert. Dieser Eisenerzabbau führte schließlich zum allmählichen Wechsel der Werkzeuge in der Region von Steinwerkzeugen zu Eisenwerkzeugen.“

Angestrebt wird eine Eintragung in die Welterbeliste aufgrund des Welterbe-Kriteriums (iii):

„(iii): Die Bergbautechnologie aus dem Jahr 43000 v. Chr. ist repräsentativ für eine Periode in der Entwicklung alter traditioneller Industrien im südlichen Afrika. Dies wird in diesen Bergwerken demonstriert, wo es mit dem Abbau von Kosmetika (rotem Ocker und Specularit) beginnt.“

## Tourismus
Für Besucher der Mine gibt es ein Besucherzentrum, von dem aus Führungen starten. Der Besuch der Mine ist nur im Rahmen solcher Führungen möglich. Ein Bergwerksmuseum bietet Informationen zur Geschichte und zeigt einige historische Bergbauwerkzeuge.